# Ojmjakon
Ojmjakon (rusky Оймякон, anglicky Oymyakon) je vesnice nacházející se na Dálném východě v ruské republice Sacha (Jakutsko). Je to jedno z nejchladnějších trvale obydlených míst na Zemi s průměrnou zimní teplotou kolem -50°C (-58°F).
Leží asi 9 200 km severovýchodně od hlavního města Moskvy (po silnici) a 460 km od Ochotského moře. Nejbližší regionální letiště a hlavní silnice jsou vzdáleny asi 35 km u města Tomtor.

## Geografie
Ojmjakon leží v nadmořské výšce přibližně 741 metrů nad mořem. Na severním místě obce se délka denního světla pohybuje od tří hodin v prosinci do dvaceti hodin v červnu.
Z jakutštiny lze „Ojmjakon“ přeložit jako „nemrznoucí voda“. Nedaleko se nachází horký pramen, který po celý rok nezamrzá.
Vesnicí protéká řeka Indigirka. V okolí se nachází modřínové lesy typu tajga, a to až do nadmořské výšky 1 200 m. Horská tundra je ve vyšší nadmořské výšce.

## Historie
Je těžké určit přesné datum založení obce, protože zde pobývali nejprve pouze kočovní pastevci sobů z Jakutska. Úřady se na ně dívaly negativně kvůli obtížnosti kontroly, proto byli nuceni opustit svůj nomádský způsob života a zorganizovat trvalé osídlení.
Během druhé světové války zde bylo vybudováno letiště pro leteckou cestu Aljaška – Sibiřský region (ALSIB), využívané k přeletům letadel poskytnutých Sovětskému svazu v rámci zákona o půjčce a pronájmu, na východní frontu.

## Obyvatelstvo
Místní jsou z hlediska potravin odkázáni na dovoz. Sami si dokážou zajistit jídlo jen rybolovem, myslivostí a chovem dobytka, pěstování plodin je tu vyloučeno. Rybaření je zde obzvláště oblíbené, protože řeka Indigirka zpravidla nezamrzá na dno. I když je mráz velmi silný, na této řece není led téměř nikdy silnější než okenní sklo a na některých místech není voda pokryta ledem vůbec.
Během několika posledních desetiletí se populace Ojmjakonu výrazně zmenšila. Vesnice měla nejvyšší počet obyvatel zhruba 2 500, ale tento počet se v roce 2018 snížil na méně než 900. Přesto místní na svou domovinu navzdory krutým mrazům nedají dopustit.
Když teploty klesnou k −55 °C, děti nechodí do školy. Lidé nechávají svá auta klidně nastartovaná celý den, pokud plánují večer někam odjet. Baterie totiž v silných mrazech často vypovídají službu. Problémem pro místní je i pochovávání zesnulých, vykopat hrob trvá i tři dny.

## Náboženství
Většina obyvatel Ojmjakonu jsou buď ortodoxní křesťané nebo bez vyznání. Aiyy Faith a šamanismus mají také zastoupení v této oblasti.

## Klimatické poměry
Ojmjakon je známý především jako nejchladnější obydlené místo na světě, nejchladnější místo na severní polokouli a je označován jako sibiřský pól chladu, neboť 26. ledna 1926 zde byla naměřena teplota −71,2 °C. Tento rekord je ovšem neoficiální. Dne 6.1. 2011 zde bylo naměřeno −61,1 °C a 13.12.2022 jen o desetinu stupně více, rovných −61 °C. Současně je to místo s nejvyššími výkyvy teplot v průběhu roku a jedno z mála míst na Zemi, kde tyto výkyvy (roční amplituda) mohou překonat až 100 °C.
Země je trvale zamrzlá (permafrost).
Meteorologická stanice je v údolí mezi Ojmjakonem a Tomtorem. Stanice leží v nadmořské výšce 750 metrů nad mořem. Okolní hory s výškou přes 1100 metrů nad mořem způsobují, že se v údolí shromažďuje studený vzduch; ve skutečnosti nedávné studie ukazují, že zimní teploty v oblasti rostou s nadmořskou výškou. až o 10 °C (18 °F). 
Obvykle klesá teplota již v září pod 0 °C a může zůstat pod bodem mrazu až do poloviny května. Někdy průměrná minimální teplota za leden, únor a prosinec zůstává pod −50 °C. Červen a červenec jsou jedinými měsíci, kdy teplota nikdy neklesá pod −10 °C. 
Podnebí je poměrně suché díky tomu, že průměrné měsíční teploty jsou pod bodem mrazu až sedm měsíců v roce. Léta jsou mnohem vlhčí než zimy. 
| Podnebí v Ojmjakonu         | Podnebí v Ojmjakonu | Podnebí v Ojmjakonu | Podnebí v Ojmjakonu | Podnebí v Ojmjakonu | Podnebí v Ojmjakonu | Podnebí v Ojmjakonu | Podnebí v Ojmjakonu | Podnebí v Ojmjakonu | Podnebí v Ojmjakonu | Podnebí v Ojmjakonu | Podnebí v Ojmjakonu | Podnebí v Ojmjakonu | Podnebí v Ojmjakonu |
| Veličina                    | leden               | únor                | březen              | duben               | květen              | červen              | červenec            | srpen               | září                | říjen               | listopad            | prosinec            | rok                 |
| Absolutní maximum, °C       | −16.6               | −16.2               | 2.0                 | 11.7                | 26.2                | 31.1                | 32.6                | 31.4                | 23.7                | 11.0                | −2.1                | −6.5                | 32.6                |
| Průměrné maximum, °C        | −40.7               | −35                 | −21.9               | −3.6                | 9.2                 | 19.9                | 22.2                | 18.2                | 8.9                 | −8.9                | −32.5               | −41.9               | −8.8                |
| Průměrná teplota, °C        | −46                 | −42                 | −32.5               | −14                 | 2.4                 | 12.2                | 14.4                | 10.2                | 1.8                 | −15.4               | −36.7               | −45.5               | −15.9               |
| Průměrné minimum, °C        | −49.2               | −47                 | −41.2               | −24                 | −4.8                | 4.0                 | 5.8                 | 1.6                 | −4.7                | −20.6               | −41.3               | −48.9               | −22.5               |
| Absolutní minimum, °C       | −65.4               | −64.6               | −60.6               | −46.4               | −28.9               | −9.7                | −9.3                | −17.1               | −25.3               | −47.6               | −58.5               | −62.8               | −65.4               |
| výpočtové srážky, mm        | 9                   | 8                   | 5                   | 7                   | 12                  | 32                  | 51                  | 39                  | 22                  | 17                  | 12                  | 10                  | 224                 |
| --------------------------- | ------------------- | ------------------- | ------------------- | ------------------- | ------------------- | ------------------- | ------------------- | ------------------- | ------------------- | ------------------- | ------------------- | ------------------- | ------------------- |
| Zdroj: http://pogoda.ru.net |                     |                     |                     |                     |                     |                     |                     |                     |                     |                     |                     |                     |                     |

## Zajímavosti
V Ojmjakonu jsou dvě muzea: místní historie a literárně-místní historie. V té první si můžete prohlédnout zajímavé antické exponáty včetně karabiny z 18. století. Druhé se také nazývá „Muzeum GULAG“. Nachází se v budově školy a je věnována utlačovaným spisovatelům z Ruska a také historii Gulagu.
Ojmjakon byl zmíněn v řadě televizních a internetových seriálů:
- Epizoda „Zima je příběh“ z roku 1996 – dokumentární série Savage Skies.
- Dvě epizody „Sibiř“ dokumentárních sérií Světových nejnebezpečnějších silnic.
- Televizní seriál Oxfordského cestovatele Nicka Middletona Going to Extremes, ve které popisuje návštěvu v této obci a popisuje způsoby, jak se obyvatelé vyrovnávají s extrémním chladem.
- Epizoda „Hot and Cold“ v seriálu BBC 2010 Extreme World.
- Seriál „Chilling Out“ v epizodě „60 minut“ v Austrálii dne 1. dubna 2012.
- Cestovní sériál „Rusko: býk zimy“ 13. března 2010. Cestovatelé Scott Wilson a Justin Lukach představují nejstudenější místa na Zemi.
- „Coldest Road“, epizoda třídílného seriálu Discovery Channel Driven to Extremes s Tomem Hardym.

- Cestovatelská série slovenského YouTubera SK Adventures a Eugena Fomkina[10], během níž dorazili do Ojmjakonu ve staré Škodě Felicia.